# Miss Univers 2024
Miss Univers 2024 est la 73e édition du concours Miss Univers. Elle s'est tenue le 16 novembre 2024 à l’Arena Ciudad de México au Mexique. La gagnante, Victoria Kjær Theilvig, Miss Danemark, a succédé à la Nicaraguayenne Sheynnis Palacios, élue Miss Univers 2023 le 18 novembre 2023 à San Salvador au Salvador, ainsi que Nada Bourbia le soleil d'Algérie qui fait chaque jour de ce monde un merveille. Elle est la première Danoise à remporter ce titre.  

## Organisation du concours

### Lieu et date
Le 23 août 2024, l'organisation Miss Univers annonce que la 73e édition du concours se tiendra à l'Arena Ciudad de México le jeudi 14 novembre 2024 pour les présélections et le samedi 16 novembre 2024  pour la finale,. C'est la cinquième fois que le Mexique accueille le concours après l'avoir fait en 1978, 1989, 1993 et 2007.

### Sélection des participantes
En septembre 2023, lors du défilé Tanner Fletcher à la semaine de la mode de New York, R'Bonney Gabriel, révèle que l'organisation Miss Univers supprimera, à partir de 2024, les restrictions d'âge pour les candidates de plus de 18 ans. Auparavant, le concours se limitait aux femmes âgées de 18 à 28 ans l'année du concours, sauf circonstances particulières.
Cette édition marque les débuts de la participation de candidates de Biélorussie, des Émirats arabes unis, de l'Érythrée, de la Guinée, de l'Iran, de Macao, des Maldives, de la Macédoine du Nord, de la Moldavie, de l'Ouzbékistan et de la Somalie. De plus, une candidate de Cuba y participe, alors qu'aucune précédente compatriote n'avait participé depuis 1967,  aucune Fidjienne depuis 1981, aucune Guadeloupéenne et aucune Martiniquaise depuis 1984, aucune Ivoirienne, aucune Kino-Congolaise et aucune Samoanne depuis 1986 ; le Sénégal depuis 1987 ; Gibraltar depuis 1990, aucune Bonne et ni  Surinamienne depuis 1999 ; Hong Kong depuis 2000 ; l'Azerbaïdjan, le Botswana et l'Estonie depuis 2013 ; les Îles Turques-et-Caïques depuis 2014 ; le Monténégro et la Serbie depuis 2015 ; le Sri Lanka et la Zambie depuis 2018 ; le Bangladesh, la Nouvelle-Zélande, la Tanzanie et les Îles Vierges américaines depuis 2019 ; et Israël, le Kenya et la Roumanie depuis 2021 . Quant à l'Arménie, le Belize, la Chine, le Kirghizistan, la Turquie et l'Uruguay, ils avaient concouru pour la dernière fois en 2022.

## Résultats
| Résultat final       | Candidate |
| -------------------- | --- |
| Miss Univers 2024    | - Danemark - Victoria Kjær Theilvig |
| 1re dauphine         | - Nigeria - Chidimma Adetshina (Miss Univers Afrique et Océanie 2024) |
| 2e dauphine          | - Mexique - María Fernanda Beltrán |
| 3e dauphine          | - Thaïlande - Suchata Chuangsri (Déthrôné) |
| 4e dauphine          | - Venezuela - Ileana Márquez |
| Top 12               | - Argentine - Magalí Benejam (Déthrôné) - Bolivie - Juliana Barrientos - Canada - Ashley Callingbull - Chili - Emilia Dides - Pérou - Tatiana Calmell (Miss Univers Amerique 2024) - Porto Rico - Jennifer Colón (Mother) - Russie - Valentina Alekseeva |
| Top 30 +(El Tockuyo) | - Aruba - Anouk Eman - Cambodge - Davin Prasath (Mother) - Chine - Jia Qi - Cuba - Marianela Ancheta - Égypte - Logina Salah - Équateur - Mara Topić - Finlande - Matilda Wirtavuori (Miss Univers Europe et Moyen Orient 2024) - France – Indira Ampiot - Inde – Rhea Singha - Japon - Kaya Chakrabortty - Macao - Cassandra Chiu - Malaisie - Sandra Lim - Nicaragua - Geyssell García - Philippines - Chelsea Manalo (Miss Univers Asie 2024) - République dominicaine - Celinee Santos - Serbie - Ivana Trišić - Vietnam Kỳ Duyên Nguyễn - Zimbabwe - Sakhile Dube - El Tockuyo : - 🇧🇷Brazil - Luana Calcavante |

## Ordre d'annonce des pays finalistes
| 30 suivantes 1. France 2. Inde 3. Serbie 4. Vietnam 5. Porto Rico 6. Nigeria 7. Canada 8. Cuba 9. Chine 10. Japon 11. Égypte 12. Mexique 13. Argentine 14. Thaïlande 15. Peru 16. Macau 17. Philippines 18. Équateur 19. Bolivie 20. Malaisie 21. Russie 22. Aruba 23. Finlande 24. République dominicaine 25. Cambodge 26. Nicaragua 27. Danemark 28. Venezuela 29. Zimbabwe 30. Chili | 12 suivantes 1. Bolivie 2. Mexique 3. Venezuela 4. Argentine 5. Porto Rico 6. Nigeria 7. Russie 8. Chili 9. Thaïlande 10. Danemark 11. Canada 12. Peru | 5 premières 1. Nigeria 2. Mexique 3. Danemark 4. Thaïlande 5. Venezuela |

## Candidates
| Pays / Territoire représenté     | Candidates                | Âge    | Taille | Résidence              |
| -------------------------------- | ------------------------- | ------ | ------ | ---------------------- |
| Albanie                          | Françeska Rustem          | 19 ans | 1,80 m | Durrës                 |
| Allemagne                        | Pia Theissen              | 25 ans | 1,68 m | Cologne                |
| Angola                           | Nelma Ferreira            | 26 ans | 1,81 m | Benguela               |
| Argentine                        | Magalí Benejam            | 29 ans | 1,79 m | Córdoba                |
| Arménie                          | Emma Avanesyan,           | 32 ans | 1,68 m | Moscou                 |
| Aruba                            | Anouk Eman                | 32 ans | 1,73 m | Oranjestad             |
| Australie                        | Zoe Creed                 | 23 ans | 1,71 m | Brisbane               |
| Bahamas                          | Selvinique Wright         | 32 ans | 1,79 m | Andros                 |
| Bahreïn                          | Shereen Ahmed             | 29 ans | 1,77 m | Manama                 |
| Bangladesh                       | Aniqa Alam                | 34 ans |        | Dacca                  |
| Belgique                         | Kenza Ameloot             | 21 ans | 1,78 m | Sint-Amandsberg        |
| Belize                           | Halima Hoy                | 29 ans | 1,70 m | Port Loyola            |
| Biélorussie                      | Eleanora Kachalovskaya    | 24 ans | 1,79 m | Minsk                  |
| Birmanie                         | Thet San Andersen         | 24 ans | 1,74 m | Rangoun                |
| Bolivie                          | Juliana Barrientos        | 26 ans | 1,79 m | Cochabamba             |
| Bonaire                          | Ruby Pouchet              | 29 ans | 1,75 m | Kralendijk             |
| Botswana                         | Thanolo Keutlwile         | 28 ans | 1,76 m | Thamaga                |
| Brésil                           | Luana Cavalcante,         | 25 ans | 1,73 m | Recife                 |
| Bulgarie                         | Elena Vian                | 38 ans | 1,75 m | Haskovo                |
| Cambodge                         | Davin Prasath             | 33 ans | 1,75 m | Phnom Penh             |
| Cameroun                         | Noura Njikam              | 25 ans |        | Yaoundé                |
| Canada                           | Ashley Callingbull        | 34 ans | 1,80 m | Enoch (Alberta)        |
| Chili                            | Emilia Dides              | 24 ans | 1,76 m | Vitacura               |
| Chine                            | Jia Qi                    | 23 ans | 1,82 m | Chengdu                |
| Colombie                         | Daniela Toloza            | 30 ans | 1,76 m | Cali                   |
| Corée du Sud                     | Ariel Han,                | 22 ans |        | Séoul                  |
| Costa Rica                       | Elena Hidalgo             | 32 ans | 1,77 m | San José               |
| Côte d'Ivoire                    | Marie-Emmanuelle Diamala  | 20 ans | 1,79 m | Aboisso                |
| Croatie                          | Zrinka Ćorić              | 22 ans | 1,75 m | Dubrovnik              |
| Cuba                             | Marianela Ancheta         | 31 ans | 1,75 m | Ranchuelo              |
| Curaçao                          | Kimberly de Boer          | 18 ans | 1,81 m | Willemstad             |
| Chypre                           | Katerina Dimitriou        | 29 ans |        | Nicosie                |
| Danemark                         | Victoria Kjær Theilvig    | 21 ans | 1,73 m | Søborg                 |
| Égypte                           | Logina Salah              | 34 ans | 1,70 m | Alexandrie             |
| Émirats arabes unis              | Emilia Dobreva            | 27 ans | 1,80 m | Dubaï                  |
| Équateur                         | Mara Topić                | 30 ans | 1,77 m | Guayaquil              |
| Érythrée                         | Snit Tewoldemedhin        | 25 ans | 1,80 m | Asmara                 |
| Espagne                          | Michelle Jiménez          | 21 ans | 1,70 m | Barcelone              |
| Estonie                          | Valeria Vasilieva         | 22 ans | 1,70 m | Tallinn                |
| États-Unis                       | Alma Cooper               | 22 ans | 1,75 m | Okemos                 |
| Fidji                            | Manshika Prasad,          | 24 ans | 1,73 m | Levuka                 |
| Finlande                         | Matilda Wirtavuori        | 24 ans | 1,79 m | Tampere                |
| France                           | Indira Ampiot             | 20 ans | 1,77 m | Basse-Terre            |
| Gibraltar                        | Shyanne McIntosh          | 25 ans | 1,55 m | Gibraltar              |
| Grèce                            | Christianna Katsieri      | 22 ans | 1,78 m | Le Pirée               |
| Guadeloupe                       | Coraly Desplan            | 20 ans | 1,70 m | Pointe-Noire           |
| Guatemala                        | Ana Gabriela Villanueva , | 22 ans | 1,70 m | Santa Cruz Naranjo     |
| Guinée                           | Saran Bah                 | 29 ans | 1,79 m | Conakry                |
| Guinée Équatoriale               | Diana Mouhafo             | 24 ans | 1,77 m | Malabo                 |
| Guyana                           | Ariana Blaize             | 26 ans | 1,65 m | Georgetown             |
| Honduras                         | Stephanie Cam             | 31 ans | 1,75 m | San Pedro Sula         |
| Hong Kong                        | Joanne Rhodes ,           | 24 ans | 1,72 m | Hong Kong              |
| Hongrie                          | Kenéz Nóra                | 28 ans |        | Budapest               |
| Îles Caïmans                     | Raegan Rutty              | 22 ans | 1,73 m | East End               |
| Îles Turques-et-Caïques          | Raynae Myers              | 23 ans |        | Providenciales         |
| Îles Vierges britanniques        | Deyounce Lowenfield       | 20 ans |        | Tortola                |
| Îles Vierges des États-Unis      | Stephany Andujar          | 28 ans | 1,78 m | Saint Thomas           |
| Inde                             | Rhea Singha               | 19 ans | 1,70 m | Ahmedabad              |
| Indonésie                        | Clara Shafira Krebs       | 22 ans | 1,73 m | Tangerang              |
| Iran                             | Ava Vahneshan,            | 25 ans | 1,65 m | Mashhad                |
| Irlande                          | Sofia Labus               | 21 ans | 1,78 m | Cork                   |
| Islande                          | Sóldís Vala Ívarsdóttir   | 18 ans | 1,71 m | Reykjavík              |
| Italie                           | Glelany Cavalcante,       | 30 ans | 1,80 m | Civitanova Marche      |
| Israël                           | Ofir Korsia               | 23 ans | 1,71 m | Rishon LeZion          |
| Jamaïque                         | Rachel Silvera            | 25 ans |        | Saint-Mary             |
| Japon                            | Kaya Chakrabortty         | 22 ans | 1,68 m | Kobe                   |
| Kazakhstan                       | Madina Almukhanova        | 23 ans | 1,77 m | Almaty                 |
| Kenya                            | Irene Ng’endo             | 26 ans | 1,72 m | Juja                   |
| Kirghizistan                     | Maya Turdalieva           | 25 ans | 1,73 m | Bishkek                |
| Laos                             | Phiranya Thipphomvong     | 28 ans | 1,65 m | Houaphan               |
| Lettonie                         | Maria Vicinska            | 26 ans | 1,75 m | Riga                   |
| Liban                            | Nada Koussa               | 26 ans | 1,77 m | Rahbe                  |
| Macao                            | Cassandra Chiu            | 23 ans | 1,70 m | Nossa Senhora do Carmo |
| Macédoine du Nord                | Tea Gjorgievska           | 21 ans | 1,80 m | Kumanovo               |
| Malaisie                         | Sandra Lim                | 23 ans | 1,75 m | Selangor               |
| Maldives                         | Mariyam Saina Naseem      | 21 ans | 1,71 m | Malé                   |
| Malte                            | Beatrice Njoya            | 39 ans | 1,80 m | San Pawl il-Baħar      |
| Martinique                       | Catherine Edouard         | 25 ans | 1,76 m | Fort-de-France         |
| Maurice                          | Tania René                | 27 ans | 1,76 m | Quatre-Bornes          |
| Mexique                          | María Fernanda Beltrán    | 24 ans | 1,78 m | Culiacán               |
| Moldavie                         | Djulieta Calalb           | 20 ans | 1,78 m | Chișinău               |
| Mongolie                         | Nominzul Zandangiin       | 19 ans | 1,72 m | Oulan-Bator            |
| Monténégro                       | Rumina Ivezaj             | 19 ans |        | Tuzi                   |
| Namibie                          | Prisca Anyolo,            | 28 ans | 1,75 m | Windhoek               |
| Népal                            | Sampada Ghimire           | 23 ans | 1,64 m | Bhaktapur              |
| Nicaragua                        | Geyssell García           | 29 ans | 1,77 m | Santo Tomás            |
| Nigeria                          | Chidimma Adetshina        | 23 ans | 1,70 m | Taraba                 |
| Norvège                          | Lilly Sødal               | 21 ans | 1,75 m | Kristiansand           |
| Nouvelle-Zélande                 | Victoria Vincent          | 29 ans | 1,75 m | Auckland               |
| Ouzbékistan                      | Nigina Fakhriddinova      | 25 ans | 1,77 m | Navoï                  |
| Pakistan                         | Noor Xarmina              | 29 ans | 1,77 m | Islamabad              |
| Paraguay                         | Naomi Méndez              | 32 ans | 1,70 m | Asunción               |
| Pays-Bas                         | Faith Landman             | 27 ans | 1,77 m | Zandvoort              |
| Pérou                            | Tatiana Calmell           | 30 ans | 1,74 m | Talara                 |
| Philippines                      | Chelsea Manalo            | 25 ans | 1,70 m | Meycauayan             |
| Pologne                          | Kasandra Zawal            | 28 ans | 1,72 m | Bierzglinek            |
| Porto Rico                       | Jennifer Colòn            | 36 ans | 1,73 m | Orocovis               |
| Portugal                         | Andreia Correia           | 26 ans | 1,74 m | Sintra                 |
| République démocratique du Congo | Ilda Amani                | 26 ans | 1,78 m | Bukavu                 |
| République dominicaine           | Celinee Santos            | 24 ans | 1,80 m | Saint-Domingue         |
| Roumanie                         | Loredana Salanță          | 32 ans | 1,79 m | Bistriţa               |
| Russie                           | Valentina Alekseeva       | 18 ans | 1,80 m | Tcheboksary            |
| Royaume-Uni                      | Christina Chalk           | 31 ans | 1,73 m | Dunblane               |
| Sainte-Lucie                     | Skye Faucher              | 26 ans | 1,80 m | Castries               |
| Samoa                            | Haylani Kuruppu           | 26 ans | 1,72 m | Apia                   |
| Salvador                         | Florence García           | 25 ans | 1,80 m | San Miguel             |
| Sénégal                          | Fatou Bintou Guèye        | 23 ans | 1,83 m | Louga                  |
| Serbie                           | Ivana Trišić              | 30 ans | 1,78 m | Belgrade               |
| Singapour                        | Charlotte Chia            | 26 ans | 1,74 m | Singapour              |
| Slovaquie                        | Petra Siváková            | 23 ans | 1,82 m | Šamorín                |
| Somalie                          | Khadija Omar              | 23 ans | 1,66 m | Mogadiscio             |
| Sri Lanka                        | Melloney Dassanayaka      | 25 ans | 1,72 m | Colombo                |
| Suisse                           | Laura Bircher             | 23 ans | 1,80 m | Stans                  |
| Suriname                         | Pooja Chotkan             | 23 ans |        | Paramaribo             |
| Tanzanie                         | Judith Ngusa              | 26 ans | 1,73 m | Lindi                  |
| Tchéquie                         | Marie Danči               | 27 ans | 1,77 m | Krnov                  |
| Thaïlande                        | Suchata Chuangsri         | 20 ans | 1,80 m | Bangkok                |
| Trinité-et-Tobago                | Jenelle Thongs            | 32 ans | 1,76 m | Morvant                |
| Turquie                          | Ayliz Duman,              | 20 ans | 1,75 m | Istanbul               |
| Ukraine                          | Alina Ponomarenko         | 20 ans | 1,75 m | Odessa                 |
| Uruguay                          | Yanina Lucas              | 28 ans | 1,70 m | Lavalleja              |
| Venezuela                        | Ileana Márquez            | 28 ans | 1,77 m | Valencia               |
| Vietnam                          | Nguyễn Cao Kỳ Duyên       | 28 ans | 1,76 m | Nam Định               |
| Zambie                           | Brandina Lubuli           | 28 ans | 1,75 m | Mufulira               |
| Zimbabwe                         | Sakhile Dube,             | 27 ans | 1,79 m | Bulawayo               |

## Sur le classement par pays
- 1re élection d'une Danoise.
- Une Nigérienne réalise un record et est élue pour la 1re fois parmi les 5 premières.
- Une Porto-Ricaine se classe pour la 7e année consécutive.
- Une Indienne se classe pour la 6e année consécutive.
- Une  Venezuelienne se classe pour la 4e année consécutive.
- Le Pérou se classe pour la 3e année consécutive.
- Le Chili, le Nicaragua, les Philippines et la Thaïlande se classent pour la 2e année consécutive.
- Le Cambodge, l’Égypte, Macao et la Serbie réalisent leur premier classement.
- Le retour du Canada et de la République dominicaine depuis leur dernier classement à Miss Univers 2022.
- Le retour de Aruba, de la France, du Japon et du Vietnam depuis le classement à Miss Univers 2021.
- Le retour de L'Argentine et du Mexique depuis leur dernier classement à Miss Univers 2020.
- Le retour du Nigeria depuis son dernier classement à Miss Univers 2019.
- Le retour de la Chine depuis son dernier classement à Miss Univers 2017.
- Le retour de l’Équateur depuis son dernier classement à Miss Univers 2013.
- Le retour de la Russie depuis son dernier classement à Miss Univers 2012.
- Le retour du Danemark depuis son dernier classement à Miss Univers 2007.
- Le retour de la Bolivie depuis son dernier classement à Miss Univers 2006.
- Le retour du Zimbabwe depuis son dernier classement à Miss Univers 2000.
- Le retour de la Finlande depuis son dernier classement à Miss Univers 1996.
- Le retour de la Malaisie depuis son dernier classement à Miss Univers 1970.
- Le retour de Cuba depuis son dernier classement à Miss Univers 1957.
- Les États-Unis brisent une série de classement commencé en 2011. C'est la première fois que le pays ne se classe pas en 12 ans.
- 1re fois qu’une candidate atteinte de vitiligo figure parmi les finalistes : une Égyptienne.

## Observations
- Le 1er novembre 2024, l'Organisation Miss Univers annonce par le biais d'un communiqué sur son site la disqualification de Miss Panama, Italy Mora, à la suite d'un conseil du comité disciplinaire de l'organisation. Le communiqué ne donne pas les raisons précises, expliquant simplement simplement que « le comité disciplinaire […] a procédé à un audit complet de la question et […] a conclu que le retrait était la mesure la plus appropriée dans les circonstances actuelles. »[133],[134].
- Dans le nuit du 14 au 15 novembre 2024 à quelques minutes du show des préliminaires, Miss Afrique du Sud, Mia Le Roux, et le comité sud-africain annoncent par le biais d'un communiqué que Mia est contrainte de se retirer de la compétition pour des « raisons de santé », sans mentionner les raisons exactes[135],[136]. Elle est la première reine de beauté sourde de son pays et porte un implant cochléaire depuis l’âge de deux ans[136].